# Dominique Tinoudji
Dominique Tinoudji (* 8. August 1973 in Manli, Tschad) ist ein tschadischer Geistlicher und römisch-katholischer Bischof von Pala.

## Leben
Dominique Tinoudji studierte nach dem Besuch des Knabenseminars an den Priesterseminaren in Sarh und N’Djamena. Am 8. Januar 2005 empfing er das Sakrament der Priesterweihe für das Bistum Moundou.
Nach kurzer Tätigkeit in der Pfarrseelsorge studierte er von 2005 bis 2008 in Florenz, wo er das Lizenziat in biblischer Theologie erwarb. Von 2008 bis 2011 war er in der Priesterausbildung am interdiözesanen Seminar in Bakara im Erzbistum N’Djaména tätig. Von 2011 bis 2015 studierte er erneut in Florenz biblische Theologie und wurde zum Dr. theol. promoviert. Nach einem Jahr in der Priesterausbildung am interdiözesanen philosophischen Seminar in Sarh wurde er 2016 Rektor des interdiözesanen theologischen Seminars in Bakara.
Am 3. Juli 2021 ernannte ihn Papst Franziskus zum Bischof von Pala. Sein Amtsvorgänger Jean-Claude Bouchard OMI spendete ihm am 2. Oktober desselben Jahres die Bischofsweihe. Mitkonsekratoren waren der Bischof von Moundou, Joachim Kouraleyo Tarounga, und der Erzbischof von N’Djaména, Edmond Jitangar.